# Relaciones Cuba-Mongolia
Las relaciones entre Mongolia y Cuba significan cooperación entre los dos países.
El acuerdo sobre el establecimiento de relaciones diplomáticas entre Mongolia y la República de Cuba fue firmado en Ulán Bator el 7 de diciembre de 1960 por Shagdarsuren, ministro de Asuntos Exteriores de Puntza, y R. Lampard, Viceministro de Asuntos Exteriores de Cuba. Así, Cuba se convirtió en el primer país de América en establecer relaciones diplomáticas con Mongolia.
Posteriormente, en 1962, ambas partes abrieron embajadas en Ulán Bator y La Habana . G. Bagaa, primer Embajador de Mongolia en Cuba, presentó sus Cartas Credenciales al Presidente cubano Osvaldo Dorticos Torrado en octubre de 1963, mientras que Gustavo Masorra Hernández, primer Embajador de Cuba en Mongolia, presentó sus Cartas Credenciales al Presidente del Congreso Popular de la República Popular de Mongolia, Jomsrang Sambuud, el 11 de 1969. IJB fue construido en el mes de
Desde el establecimiento de relaciones diplomáticas, se han realizado visitas de alto nivel y alto nivel entre los dos países, que fueron importantes para el desarrollo de las relaciones bilaterales. Por ejemplo, el segundo secretario del Comité Central del Partido Comunista de Cuba, el vice primer ministro y ministro de Defensa, Raúl Castro Ruz, visitó Mongolia en abril de 1970. Durante la visita, el Primer Secretario del Comité Central del Partido Democrático Popular y el presidente del Consejo de Ministros se dirigieron a Tsedenbal R. Castro de Yumjaa: "Nuestros dos países están lejos, pero nuestros corazones están cerca. En cualquier momento, Ya sea en los buenos tiempos o en los difíciles, nosotros, "el pueblo de Mongolia siempre está con el pueblo de Cuba", dijo. En relación con la decisión del gobierno cubano de suspender temporalmente la embajada en Ulán Bator entre 1967 y 1969, R. Castro dijo durante la visita: "Si no hay ningún embajador de Cuba para trabajar en Mongolia, vendré y trabajaré como embajador aquí. "
En noviembre de 1972, Y. Tsedenbal, primer secretario del Comité Central del Partido Democrático Popular y presidente del Consejo de Ministros, realizó una visita oficial a Cuba.
En las décadas de 1970 y 1980, junto con la activación de las relaciones políticas entre los dos países, la cooperación entre los dos países se desarrolló rápidamente sobre la base de protocolos y acuerdos establecidos en los campos del comercio, la cultura, la educación, la ciencia y la tecnología. Por la parte cubana, la visita a Cuba del líder del partido y gobierno Raúl Castro en 1970 y de Jambyn Batmunkh , secretario general del Comité Central del Partido Democrático Popular y presidente del Consejo de Ministros en 1984, es una señal de El fortalecimiento de las relaciones bilaterales. Durante esta visita, Mongolia y Cuba se concluyó un acuerdo de amistad y cooperación.
A principios de la década de 1990, cuando nuestro país optó por la democracia y el sistema de mercado, las relaciones y la cooperación bilaterales disminuyeron y se estancaron, pero las partes pudieron mantener las relaciones amistosas desarrolladas sobre la base de la confianza y la amistad mutuas. En 1995, la visita a Cuba del ministro de Asuntos Exteriores Tserenpil, Gombosuren, demostró el deseo de nuestro país de fortalecer y desarrollar las relaciones con Cuba y fue importante para reactivar la cooperación. Desde el año 2000, las relaciones bilaterales se han vuelto regulares y la frecuencia de las visitas mutuas ha aumentado. Por ejemplo, en 2000, el representante personal de Fidel Castro , el jefe del Consejo de Estado y del Consejo de Ministros de Cuba, A. Velasco, en 2001, el Viceministro de Relaciones Exteriores de Cuba G. Menchero, en 2006, el viceministro de Relaciones Exteriores Ts. Tsolmon, en 2015 visitó Cuba el ministro de Relaciones Exteriores L. Purevsuren, respectivamente.
Del 15 al 18 de septiembre de 2016, la Presidenta de Mongolia, Tsakhia Elbegdorj, realizó una visita oficial a Cuba por invitación de Raúl Castro, Presidente del Consejo de Estado y del Consejo de Ministros de la República de Cuba. Esta visita es única ya que fue la primera visita del Presidente de Mongolia a la República de Cuba, pero también fue una expresión del deseo de nuestro país de llevar las relaciones y la cooperación con Cuba a un nuevo nivel y fortalecerlas aún más.
En septiembre de 2023, el presidente de Mongolia, Ukhnaagi Khurelsukh, realizó una visita oficial a Cuba para participar en la cumbre del Grupo de los 77 y se reunió con el presidente del país, Miguel Mario Díaz-Canel Bermúdez. Los jefes de Estado de los dos países discutieron la ampliación de las relaciones y la cooperación, incluido el desarrollo de las relaciones en los campos de la medicina, la biotecnología, la cultura, la educación, la agricultura, los productos biológicos y naturales, la actividad física y los deportes, el aumento del intercambio de estudiantes y otros asuntos de interés mutuo.

## Comisión Intergubernamental Conjunta
La Comisión Intergubernamental de Mongolia y la República de Cuba, que es el principal mecanismo de relaciones bilaterales, fue creada en 1998 y celebró su primera reunión en Ulán Bator. En 2001, a la segunda sesión de la Comisión Mixta en La Habana asistieron representantes encabezados por el Viceministro de Salud, N. Udwal, y el acuerdo sobre promoción de inversiones y protección mutua; Se firmaron acuerdos de cooperación económica y científico-técnica respectivamente. La tercera sesión de la Comisión Mixta se celebró en Ulán Bator en 2004, y asistieron los representantes encabezados por la viceministra de Inversión Extranjera y Cooperación Económica de Cuba, Loretta Blanco, para cooperar en el ámbito del deporte. En 2007, representantes encabezados por el Viceministro de Educación, Cultura y Ciencia S. Tümur-Ochir participaron en la cuarta sesión de la Comisión Intergubernamental Mixta celebrada en La Habana .
Desde 2010, debido al nivel de las relaciones bilaterales, costos y finanzas, se decidió organizar una comisión intergubernamental conjunta entre los Ministerios de Relaciones Exteriores .
En 2020, como parte de la celebración del 60 aniversario de las relaciones, el Ministerio de Relaciones Exteriores, la Gobernación de la capital y la Asociación de Antiguos Alumnos de Cuba establecieron una “Arboleda de la Amistad” que lleva el nombre del 60 aniversario en el parque nacional de Ulán Bator. reimpreso en español.

## Relaciones interparlamentarias
En las relaciones bilaterales, la cooperación entre los máximos órganos legislativos ocupa un lugar importante y en ambas partes se han creado y funcionan grupos parlamentarios de amistad. En 2001, representantes encabezados por el Portavoz del Gran Khural de Mongolia , Lhamsuren Enebish , y en 2007, el vicepresidente del Parlamento , D. Lundeejantsan, realizaron una visita de trabajo a Cuba por invitación de la Asamblea Nacional de la República de Corea. Hasta ahora el parlamentario B. Bat-Erdene se desempeñaba como presidente del grupo parlamentario de amistad entre Mongolia y Cuba.

## Educación
El Gobierno de Cuba comenzó a ofrecer becas a nuestros estudiantes en 1963 y ahora más de 120 estudiantes mongoles se han graduado en Cuba. La mayoría de estos estudiantes continuaron sus estudios superiores en medicina y se convirtieron en profesionales médicos destacados en sus campos. En 2023, 15 ciudadanos mongoles trabajan y estudian en la República de Cuba, 11 de ellos son estudiantes.
En 2015 se publicó el libro "Las relaciones entre Mongolia y Cuba, pasado, presente y futuro".